# Bureau of Colored Troops

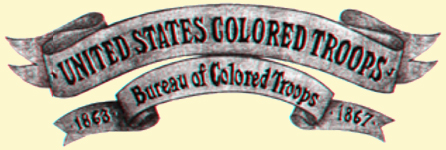
Bannière du Bureau of Colored Troops.

Le Bureau of Colored Troops (« Bureau des troupes de couleur ») a été créé par le département de la Guerre des États-Unis le 22 mai 1863, en vertu de l'ordre général no 143, pendant la guerre de Sécession, pour traiter « toutes les questions relatives à l'organisation des troupes de couleur ».
Le major Charles W. Foster était le chef du bureau, qui dépendait de l'adjudant-général Lorenzo Thomas. L'appellation « United States Colored Troops » (« troupes de couleur des États-Unis ») remplaça les différents titres d'État qui avaient été donnés aux soldats afro-américains,.

## Origines et recrutement
La première autorisation officielle d'employer des Afro-Américains dans le service fédéral a été la seconde loi sur la confiscation (Confiscation Act of 1862) et la loi sur la milice (Militia Act of 1862) du 17 juillet 1862. Cette loi permettait au président Abraham Lincoln de recevoir dans le service militaire des personnes d'origine africaine et de les utiliser à toutes les fins « qu'il jugerait les meilleures pour le bien-être public ». Toutefois, le président n'a pas autorisé l'utilisation des Afro-Américains au combat avant la publication de la Proclamation d'émancipation, le 1er janvier 1863 : 

« Je déclare en outre que les personnes de condition appropriée seront admises dans le service armé des États-Unis pour tenir garnison dans les forts, les positions, les stations et autres lieux, et pour armer les navires de toutes sortes dans le cadre de ce service. »

C'est par ces mots que l'Armée de l'Union a changé.
Pendant la guerre de Sécession, au milieu de l'année 1863, la charge administrative est devenue si lourde que le département de la Guerre a décidé de créer une entité unique sous l'égide du bureau de l'adjudant-général, appelée Bureau of Colored Troops, afin de gérer ses affaires. Dirigé par le major Charles W. Foster, le bureau doit systématiser le processus de constitution des unités noires et de recrutement de leurs officiers. Il sert également de centre d'information sur ces unités. Au cours de l'année suivante, le département de la Guerre commence à changer les noms des commandements noirs. Au lieu de désigner les États, ils deviennent les United States Colored Troops, et les différentes unités deviennent les United States Colored Infantry, Artillery ou Cavalry.

## La ségrégation et le traitement raciaux
Le Bureau of Colored Troops a apporté l'efficacité aux régiments de l'United States Colored Troops (USCT), mais pas toujours un traitement équitable. Malgré les objections des dirigeants noirs, le Bureau insiste pour n'affecter que des hommes blancs aux postes d'officiers commissionnés. Bien qu'un petit nombre de soldats noirs aient reçu des commissions à la fin de la guerre — dont Martin R. Delany, né en Virginie — et que beaucoup aient servi comme sous-officiers, l'USCT restait principalement une organisation dirigée par des Blancs. Les responsables de l'armée et du gouvernement ont également supposé, dans un premier temps, que les régiments noirs seraient rarement, voire jamais, utilisés au combat. En conséquence, les soldats noirs ont dû assumer une part disproportionnée des tâches de main-d'œuvre. L'idée que les soldats noirs étaient des travailleurs, et non des combattants, a également conduit à des inégalités salariales. Il était initialement prévu que les soldats noirs reçoivent 13 dollars par mois, ce qui correspondait au salaire des soldats blancs. Mais dans le Militia Act de 1862, le Congrès a fixé la solde des soldats noirs à 10 dollars par mois, dont 3 dollars pouvaient être consacrés à l'habillement, ce qui correspondait au taux applicable aux travailleurs militaires. Les soldats noirs se voyaient également souvent refuser les primes de recrutement systématiquement offertes aux soldats blancs et pouvaient rarement prétendre à une aide pour les personnes à charge, un avantage que la législation des États mettait souvent à la disposition des hommes blancs servant dans les rangs.

## Principaux partisans
Après l'annonce de la Proclamation d'émancipation, le recrutement des Noirs se poursuit sérieusement. Des volontaires de Caroline du Sud, du Tennessee et du Massachusetts constituent les premiers régiments noirs autorisés. Cependant, le recrutement était lent jusqu'à ce que des personnalités importantes de la culture afro-américaine, telles que Frederick Douglass et Martin Delany, apportent leur soutien. Martin Delany a été nommé major, le premier officier de campagne afro-américain de l'Armée américaine pendant la guerre de Sécession, et a participé activement au recrutement de Noirs pour les United States Colored Troops. Frederick Douglass encourageait quant à lui les Noirs à devenir soldats pour s'assurer, à terme, une citoyenneté à part entière. Les volontaires ont commencé à répondre et, en mai 1863, le gouvernement a créé le Bureau of Colored Troops pour gérer le nombre croissant de soldats noirs.

## Source
- (en) Cet article est partiellement ou en totalité issu de l’article de Wikipédia en anglais intitulé « Bureau of Colored Troops » (voir la liste des auteurs).